# St. George (Alaska)
St. George – miasto w Stanach Zjednoczonych, w stanie Alaska, w okręgu Aleutians West. Leży na wyspie o tej samej nazwie. W miejscowości ma siedzibę prawosławna parafia św. Jerzego.